# ويزلي كو
ويزلي كو (بالإنجليزية: Wesley Coe)‏ هو منافس ألعاب قوى أمريكي، ولد في 8 مايو 1879 في بوسطن في الولايات المتحدة، وتوفي في 24 ديسمبر 1926 في بوزيمان في الولايات المتحدة.

## وصلات خارجية
- ويزلي كو على موقع أوليمبيديا (الإنجليزية)